# Dominikia rostrifrons
Dominikia rostrifrons är en skalbaggsart som först beskrevs av Pierre Lesne 1923.  Dominikia rostrifrons ingår i släktet Dominikia och familjen kapuschongbaggar. Inga underarter finns listade i Catalogue of Life.